# Печать Северной Каролины
Большая печать штата Северная Каролина (англ. The Great Seal of the State of North Carolina) — один из государственных символов штата Северная Каролина, США.
Печать была впервые утверждена Конституцией Северной Каролины в 1776 году, в основном приняла свою современную форму к 1835 году. Современная печать утверждена законом штата, принятом Генеральной Ассамблеей Северной Каролины в 1971 году, с изменениями 1984 года: Согласно утверждённым правилам печать должна использоваться губернатором штата Северная Каролина для скрепления официальных документов штата.
Государственная печать штата Северная Каролина имеет 5,715 сантиметров (2 с четвертью дюймов) в диаметре и содержит изображения женских фигур, символизирующих Свободу и Изобилие и находящихся вполоборота друг к другу. Стоящая слева Свобода держит в правой руке свиток с надписью на английском языке «Constitution» (англ. «Конституция»), в левой — длинный посох с надетым на него фригийским колпаком красного цвета, являющемся символом свободы. Вторая фигура находится в сидячем положении, её правая рука вытянута в направлении Свободы, сжимая три колоска зерён, левая покоится на огромном роге изобилия, широкий раструб которого заканчивается у её ног.
Второй план эмблемы Большой печати штата Северная Каролина содержит изображение горы, склон которой спускается слева направо и закрывает собой море почти до половины печати. В правой части эмблемы находится трёхмачтовое судно, композиция совместного расположения женского символа Изобилия и торгового судна в правой стороне печати подчёркивает важность морских торговых перевозок в экономическом благосостоянии штата.
По внутренней окружности печати расположены даты: вверху — «May 20, 1775» (англ. «20 мая 1775 года»), внизу — «April 12, 1776» (англ. «12 апреля 1776 года»). На внешней полукружности кольцом расположены слова «The Great Seal of the State of North Carolina» (англ. «Большая печать штата Северная Каролина») и девиз штата на латинском языке «Esse quam videri» (лат. «Быть, а не казаться»). Дата 20 мая 1775 года означает дату принятия Мекленбургской декларации — первого документа о независимости штата, принятого во время Американской революции. Дата «12 апреля 1776» года была внесена в Большую печать штата в 1983 году по предложению сенатора от Северной Каролины Джулиана Р. Оллсбрука (англ. Julian R. Allsbrook) и означает дату принятия Галифакских соглашений. Эти две даты присутствуют на флаге штата.

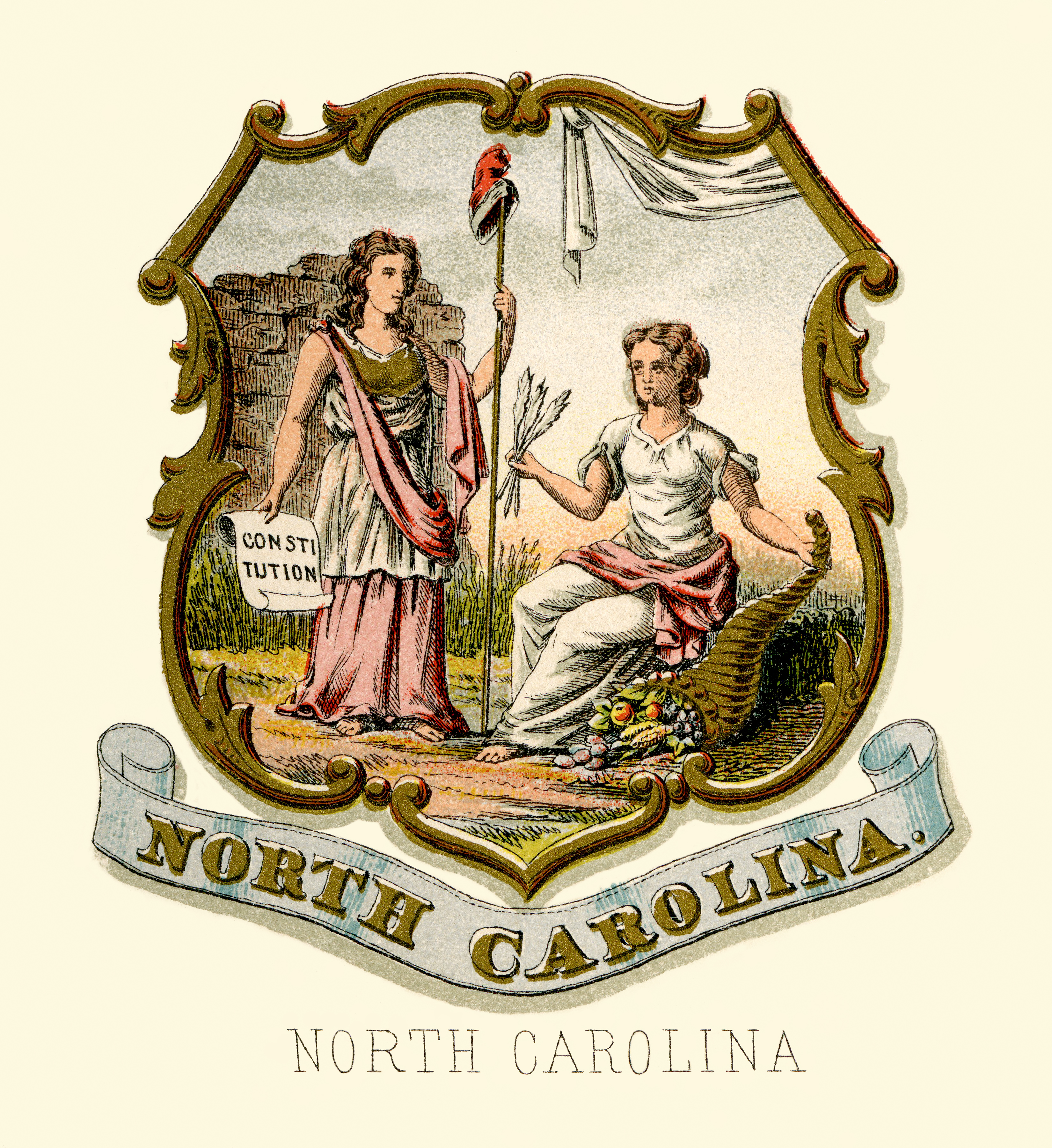
Герб штата, 1876 год
Печать штата, 1971—1984 года